# Cotoneaster allochrous
Cotoneaster allochrous är en rosväxtart som beskrevs av Antonina Ivanovna Pojarkova. Cotoneaster allochrous ingår i släktet oxbär, och familjen rosväxter. Inga underarter finns listade i Catalogue of Life.